# アスル・エルドアン
アスル・エルドアン (Aslı Erdoğan; 1967年3月8日 -) は、トルコの小説家、ジャーナリスト、人権活動家。2016年トルコクーデター未遂事件鎮圧後のエルドアン政権による粛清で、テロを扇動したという理由により4か月間以上（136日間）収監され、12月末に条件付きで釈放された後、ドイツに亡命。現在、フランクフルト在住。人権活動、表現の自由・報道の自由のための闘いにより、ブルーノ・クライスキー人権賞、スウェーデン・ペンクラブのクルト・トゥホルスキー賞、女性の自由のためのシモーヌ・ド・ボーヴォワール賞など多くの賞を受賞した。

## 背景
アスル・エルドアンは、1967年3月8日、イスタンブールの中産階級の家庭に生まれた。母はテッサロニキ（ギリシャ）の知識人の家系の出で経済学者、父はロシアによりオスマン帝国に追放された「祖国を失った民族」チェルケス人の家系の出でエンジニアであった。
レジェップ・タイイップ・エルドアン大統領とは血縁関係はない。
両親は二人とも、熱心な左派の闘士で、家には「極左やリアリズム文学の著書」がたくさんあったが、ロバート・カレッジに入学し、14歳の頃から文学作品、とくにシェイクスピア、エウリピデス、カフカなどを読みふけった。すでに10歳のときにひそかに小説を書いたが、祖母がこの作品を内緒でコンクールに応募したことで注目を浴びたために逆に傷つき、以後、20歳を過ぎるまでフィクションは書かなかったという。ボアズィチ大学で物理学を専攻し、学業の傍ら、再び小説を書き始めた。22歳のときの自殺未遂の経験に基づくもので、早くも受賞を果たしたが、公表はしなかった。

## 研究・執筆活動
物理学の研究を続けるためにトルコを離れ、ジュネーヴの欧州原子核研究機構 (CERN) の研究員として高エネルギー荷電粒子の研究を行った。この間も、1日14時間仕事をしながら、深夜1時から朝5時まで小説を書いた（『奇跡のマンダリン (Mucizevi Mandarin)』として出版）。
トルコに戻り、研究の傍ら、さらに執筆に専念した。一方、レゲエバーで黒人街に暮らすアフリカ人青年に出会い、彼との付き合いを通して、トルコ人の人種差別や黒人と白人の付き合いに対する憎悪的、攻撃的、侮蔑的態度、不法移民に対する警察の暴力などの現実を知ることになった（この経験を後に小説『貝男 (Kabuk Adam)』に描いている）。エルドアンは強制収容所に入れられた157人のアフリカ人について記事を書き、人種差別を告発したが、このために亡命を余儀なくされ、ブラジルで物理学研究員としての仕事を得て、2年間、リオデジャネイロに滞在した（この間に経験したリオの現実を『赤いマントに覆われた都市 (Kırmızı Pelerinli Kent)』に描いている）。

## ジャーナリズム
トルコに帰国し、研究活動を中断し、作家活動に専念した。同時にまた、ジャーナリストとして1996年創刊の左派の日刊紙『ラディカル』、次いで『オズギュル・ギュンデム』紙にコラムを連載することになった。『オズギュル・ギュンデム』紙の読者は主に少数民族クルド人である。エルドアンは、トルコの準軍事組織によるクルド人女性の強姦、アルメニア人虐殺、国家刑務所での拷問、政治犯のハンガー・ストライキなど、「被害者の声」を伝えるために、トルコでタブーとされるトピックを次々と取り上げた。特に「これがお前の父親だ」と題する記事では、ジズレでクルド人少女が、「灰と骨が入った5キロのビニール袋を渡され、『これがお前の父親だ』と言われた話」を記事にした。また、刑務所での拷問については、小説『石の建物 (Taş Bina ve Diğerleri)』を発表した。やがて、エルドアンはこうした活動のために脅迫を受け、警察の監視下に置かれるようになった。
2000年、国際ペンクラブの獄中作家委員会のトルコ代表を務めた。

## トルコクーデター未遂事件
2016年トルコクーデター未遂事件鎮圧後、エルドアン政権による大規模な粛清が行われ、エルドアン政権に批判的なジャーナリストや人権活動家が多数逮捕された。8月16日、『オズギュル・ギュンデム』が「クルディスタン労働者党 (PKK) のプロパガンダを行った」という理由で、イスタンブール第8治安小法廷によって「一時的なものとして」発行停止され、エルドアンを含む『オズギュル・ギュンデム』紙の記者らが逮捕された。エルドアンは3日間の身柄拘束の後、同紙に掲載した記事により「国家の統一を破壊する」テロの扇動をしたという理由で収監された。これはトルコでは終身刑に値する。
10月17日、共和人民党議員団が、収監中の新聞記者に面会するために法務省に行った申請に対する許可が下り、バクルキョイ女性刑務所に収監中のエルドアンらのジャーナリストに面会。「アスル・エルドアンの健康問題によって、刑務所の条件では日々の生活に次第に支障をきたしていると明かし、エルドアンの健康問題が慢性化する危険性に直面していると警告した」。
11月23日、釈放の決定が下されたと報道されたが、その日のうちに撤回され、エルドアンの健康状態が懸念された。
12月29日、136日の収監後、エルドアンは条件付きで釈放され、裁判は2017年6月22日に行われることになったが、その後、何度か延期されている。
その後、エルドアンはドイツに亡命し、現在、フランクフルトに滞在している。帰国の可能性については、「たいていの弁護士は無罪判決が下されるだろうと言うが、トルコでは何が起こるか予想がつかない」と言う。

## 著書
英語、フランス語、ドイツ語、ノルウェー語など数か国語に翻訳されている。
- Kabuk Adam(貝男), 1994
- Mucizevi Mandarin (奇跡のマンダリン), 1996
- Kırmızı Pelerinli Kent (赤いマントに覆われた都市), 1998
- Hayatın Sessizliğinde (生の沈黙), 2005
- Bir Yolculuk Ne Zaman Biter, 2000
- Bir Delinin Güncesi, 2006
- Bir Kez Daha, 2006
- Taş Bina ve Diğerleri (石の建物), 2009
- Tahta Kuşlar (木の鳥), 2009
- Gecede Sana Sesleniyorum (夜、連絡します), 2009
- Artık Sessizlik Bile Senin Değil (もう黙っていられない), 2017

## 受賞歴
- 欧州文化財団のマルフリート王女文化賞 (オランダ、2017)[11]
- ブルーノ・クライスキー人権賞 (オーストリア、2017)[12]
- スウェーデン・ペンクラブのクルト・トゥホルスキー賞 (2017)[13]
- テオドール・ホイス勲章 (ドイツ、2017)[14]
- シュトゥットガルト平和賞 (ドイツ、2017)[15]
- エーリヒ・マリア・レマルク平和賞 (ドイツ、2017)[15]
- ライプツィヒの報道の自由・未来賞 (ドイツ、2017)[16]
- 女性の自由のためのシモーヌ・ド・ボーヴォワール賞 (フランス、2018)[17]